# Chionea scita
Chionea scita är en tvåvingeart som beskrevs av Walker 1848. Chionea scita ingår i släktet Chionea och familjen småharkrankar. Inga underarter finns listade i Catalogue of Life.